# Poterne des Peupliers
La poterne des Peupliers est une poterne constituant l'un des derniers vestiges des fortifications de Thiers à Paris.

## Situation et accès
Elle est située dans le 13e arrondissement, entre la porte de Gentilly et la porte d'Italie.
L'un des accès de l'autoroute A6b se trouve à proximité, en direction de la porte d'Italie.
Ce site est desservi par la ligne de tramway T3a, à la station qui porte son nom.
Station de tramway
La station est à quais décalés : le quai en direction de Pont du Garigliano est situé à l'ouest de la rue Gouthière, alors que le quai en direction de Porte de Vincennes est situé à l'est, le long de la promenade plantée de la poterne des Peupliers.

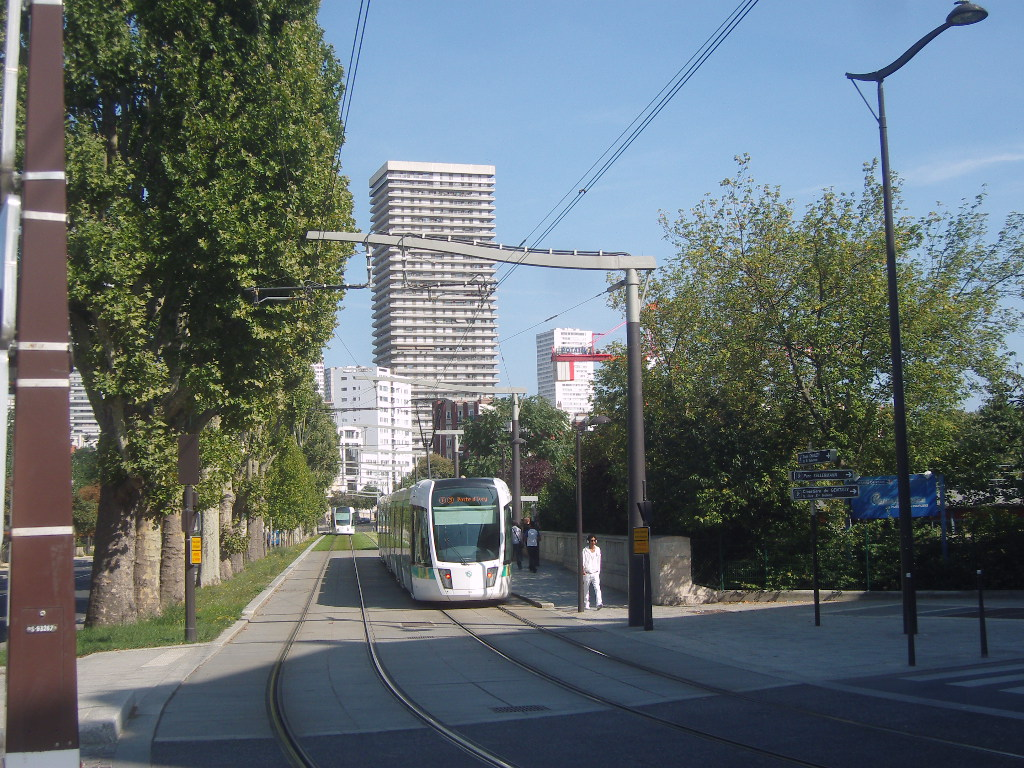
Quai en direction de Porte de Vincennes.
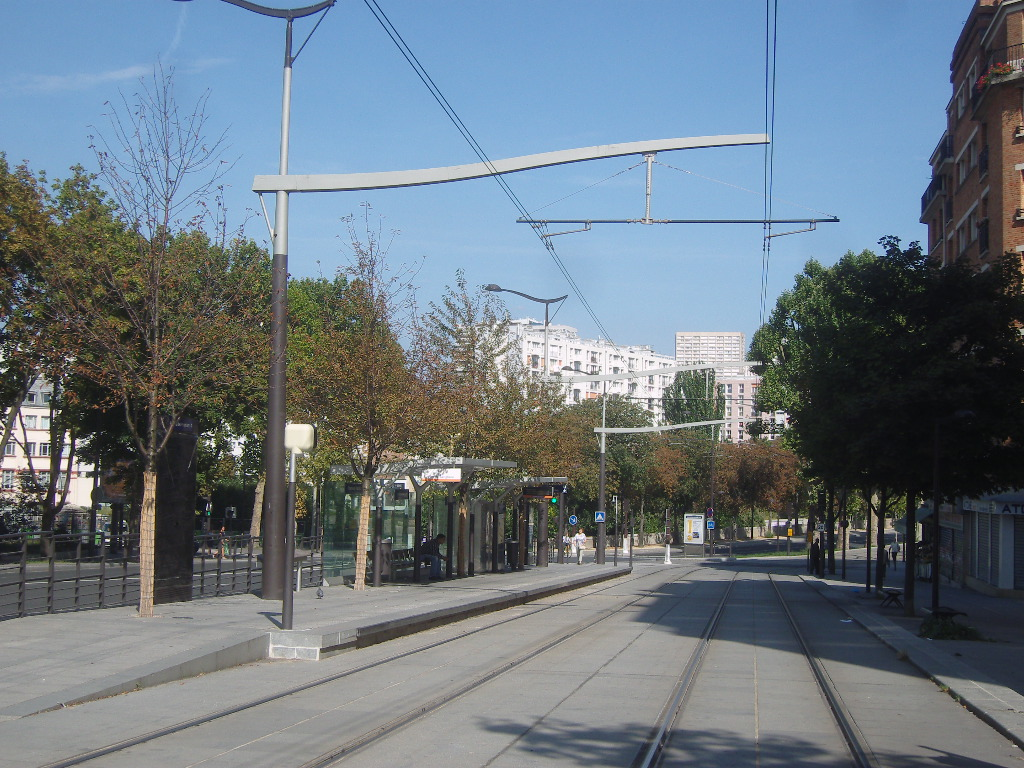
Quai en direction de Pont du Garigliano.

En face du quai vers Porte de Vincennes, l'emprise de la Petite Ceinture a accueilli de 2006 à 2016 une des œuvres d'art contemporain installées par la ville de Paris sur le parcours de la ligne de tramway : Mirage de Bertrand Lavier, constituée d'une succession de palmiers métalliques mobiles qui se lèvent et s'abaissent périodiquement.

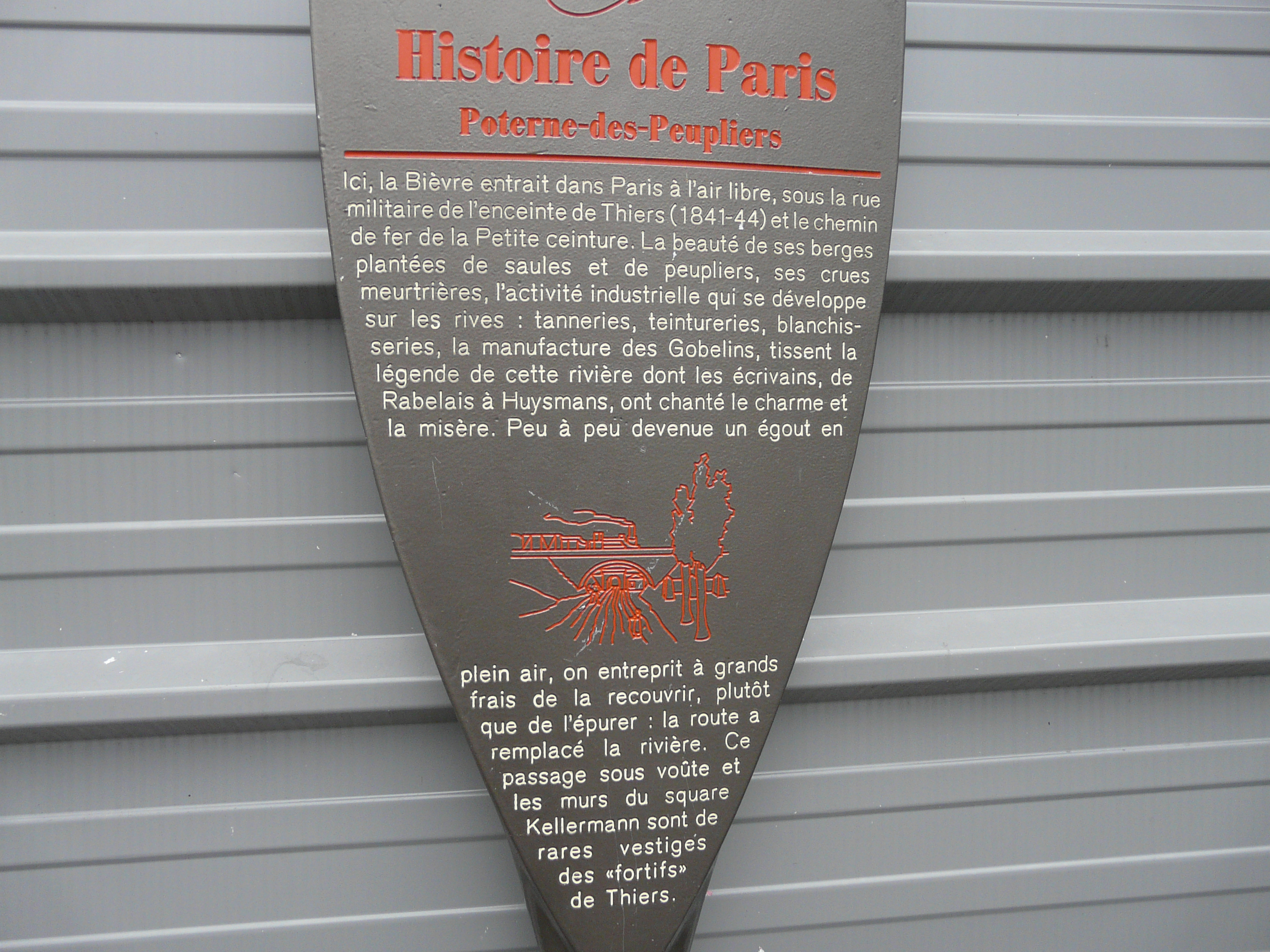
Panneau sur l'histoire de Paris.

## Historique
C'est à cet endroit que la Bièvre pénétrait dans Paris, avant son enfouissement. Le lit de la rivière d'origine (ancienne « Bièvre morte ») correspond aujourd'hui, hors enceinte, à la rue de la Poterne-des-Peupliers, prolongée à l'intérieur par la rue des Peupliers. Cet axe pénètre dans Paris en passant sous le boulevard Kellermann à travers les fortifications — caractéristique de la poterne — et également sous la ligne de Petite Ceinture. Le tracé du bras vif de la rivière, appelé « Bièvre vive », coïncide avec la rue de l'Interne-Loeb à l'intérieur de Paris.
Le tracé du boulevard Kellermann correspond à l'ancien « boulevard militaire » des fortifications. Deux contre-allées le relient à la rue des Peupliers.